# Saint-Denis-du-Maine
Saint-Denis-du-Maine é uma comuna francesa na região administrativa da Pays de la Loire, no departamento de Mayenne. Estende-se por uma área de 14,55 km². Em 2010 a comuna tinha 438 habitantes (densidade: 30,1 hab./km²).